# Pūsh Kashān
Pūsh Kashān (persiska: پوش كشان) är en ort i Iran.   Den ligger i provinsen Lorestan, i den centrala delen av landet, 300 km sydväst om huvudstaden Teheran. Pūsh Kashān ligger 1 470 meter över havet och antalet invånare är 424.
Terrängen runt Pūsh Kashān är varierad.Runt Pūsh Kashān är det ganska tätbefolkat, med 172 invånare per kvadratkilometer. Närmaste större samhälle är Aznā, 3,8 km väster om Pūsh Kashān. Trakten runt Pūsh Kashān består till största delen av jordbruksmark.